# Фурман Олександр Валентинович
Олекса́ндр Валенти́нович Фу́рман (27 грудня 1986, Зороків, Житомирська область, Українська РСР — 22 травня 2014, поблизу м. Рубіжне, Луганська область, Україна) — український військовослужбовець, солдат 30-ї окремої механізованої бригади Збройних сил України. Учасник російсько-української війни.

## Життєпис
Олександр Фурман народився у с. Зороків, Черняхівський район Житомирська область. Був призваний на строкову службу до Збройних сил України, служив водієм-механіком.  Працював на пилорамі в смт Черняхів.  
Мобілізований 12 квітня 2014 року, проходив службу солдатом 30-ї окремої механізованої бригади, в/ч А0409, м. Новоград-Волинський.
Завданням 30-ї ОМБр було посилення блокпостів на дорогах Луганської області. А згодом зі штабу надійшов наказ відрядити колону до Рубіжного, аби облаштувати там ще два блокпости.

### Обставини загибелі
22 травня 2014 року близько 4:40 ранку в районі мосту через Сіверський Донець між Рубіжним та Новодружеськом потрапила у засідку та була обстріляна з гранатометів і стрілецької зброї військова колона 30-ї бригади. 
Загинув у бою з терористами поблизу міста Рубіжне (Луганська область). 0 4:00 бойовики, що перебували на обладнаних позиціях на березі річки Сіверський Донець, вчинили напад із застосуванням стрілецької зброї та гранатометів на колону механізованого взводу, яка рухалась через міст автошляхом у напрямку Новодружеська. Олександр був поранений у плече, біля трьох годин йому не могли надати медичну допомогу через нескінченні обстріли, сів до карети «швидкої» після того його ніхто не бачив. Була ймовірність, що Олександр потрапив у полон, за даними Центру звільнення полонених Олександр Фурман був у переліку полонених опублікованому в кінці грудня минулого року, але ця інформація не підтвердилась. 
У квітні 2016 року Черняхівським районним судом прийнято рішення про оголошення військовослужбовця таким, що загинув при виконанні військового завдання. 
Разом з Олександром Фурманом загинули сержант Сергій Ярошенко та солдат Олександр Ковальчук.

## Сім'я
Дружина Ольга (нар. 1990) та дві доньки — Марина (нар. 2011) та Олександра (нар. 2013), у січні 2015 народився син Максим.